# Karin Blaser
Pour les articles homonymes, voir Blaser.
Karin Blaser, née le 27 février 1979 à Langenwang (Styrie), est une skieuse alpine Autrichienne spécialiste des épreuves de vitesse.

## Biographie
Karin Blaser naît le 27 février 1979 à Langenwang en Autriche (en Styrie).
Karin Blaser prend part à sa première compétition FIS fin 1994, à quinze ans, à l'occasion d'un slalom à Rogla. Un an plus tard, le 12 décembre 1995, elle participe à sa première course de Coupe d'Europe de ski alpin (l'antichambre de la Coupe du monde de ski alpin) à l'occasion du slalom géant de Haus im Ennstal. Une semaine plus tard elle intègre pour la première fois le top 30 d'une course européenne grâce à une vingt-troisième place lors de la descente d'Altenmarkt im Pongau, c'est néanmoins insuffisant pour marquer des points. En effet, jusqu'à la saison 1995-1996, la coupe d'Europe conserve le système de points en vigueur en coupe du monde des saisons 1979-1980 à 1990-1991. À la fin de la saison elle participe à ses premiers championnats du monde juniors de ski alpin à l'occasion des Mondiaux de Schwyz. Elle prend part aux quatre épreuves avec pour meilleur résultat la huitième place du slalom. Cette polyvalence affichée lors des mondiaux, avec de meilleurs résultats en slalom, se traduit aussi en coupe d'Europe puisqu'elle intègre le top 30 dans chacune des quatre disciplines. Toutefois, c'est dans la discipline du slalom, grâce à une septième place à Krieglach, qu'elle obtient son meilleur résultat lors de cette campagne européenne 1995-1996 et ses premiers points dans la catégorie,.
Cette polyvalence se confirme l'année suivante où elle parvient à se hisser dans trois top 10 différents en coupe d'Europe : le premier en géant (dixième à Sankt Sebastian le 12 décembre 1996), le deuxième en super G (neuvième Saint-Moritz le 9 février 1997) et le troisième en slalom (neuvième également, le 7 mars aux Arcs). En revanche, aux Mondiaux juniors de Schladming, Karin se démarque nettement dans la discipline de la vitesse. Elle devient ainsi vice-championne du monde junior de descente derrière l'Allemande Monika Bergmann et vice-championne du monde junior de super G derrière l'Italienne Karen Putzer,,. Au début de cette même saison, elle fait également ses premiers pas en coupe du monde, en étant sélectionnée pour les deux slaloms de Semmering des 28 et 29 décembre 1996, puis plus tard pour celui de Maribor (le 4 janvier).
Elle ne participe pas à la coupe du monde lors de la saison suivante mais décroche son premier podium en coupe d'Europe, avec une troisième place en descente à Pra-Loup le 1er février 1998. Elle récidive trois jours plus tard avec une deuxième place en super G, toujours dans la station Basse-Alpine. Un mois plus tard, Karin décroche encore une seconde place en super G, à Nova Levante. Ces bons résultats ne sont pas isolés puisqu'elle marque des points dans toutes les disciplines : 86 en descente (20e), 105 en slalom géant (22e), 119 en slalom (21e) et surtout 245 en super G avec la troisième place du classement dans la spécialité à la clef. Ses bons résultats globaux lui permettent même de prendre la deuxième place du classement général derrière sa compatriote Marianna Salchinger, même si elle ne confirma pas lors des mondiaux juniors de Megève, Chamonix et Saint-Gervais.
Ses résultats européens lui permettent d'intégrer le groupe coupe du monde autrichien, et avec cette place de titulaire viennent les premiers points mondiaux, dès les épreuves de début de saison de Lake Louise où elle prend les douzième et onzième place des deux descentes, les 28 et 29 novembre. Le 16 janvier elle signe son premier top 10 en coupe du monde grâce à la cinquième place du super G de Sankt Anton, ce qui restera son meilleur résultat dans l'élite mondiale. Elle termine la saison avec un second top 10, neuvième lors du super G de Saint-Moritz, qui lui aussi restera le deuxième meilleur résultat de sa carrière. Elle participe également à deux étapes de coupe d'Europe, à Megève et Saint-Moritz, avec succès : quatre podiums en six courses dont ses deux premières victoires les 6 et 7 janvier lors des deux descentes mégevanes,. Enfin elle prend également part à ses derniers championnats du monde juniors à Pra-Loup pour une seule épreuve, le super G, qu'elle remporte. Qui dit premiers points dit premiers classements. Elle termine la saison avec quatre-vingt onze points en descente qui la placent au vingt-troisième rang mondial de la discipline, cent trente-deux points en super G qui lui permettent d'intégrer le top 20 mondial (pour la seule fois de sa carrière) avec la dix-septième place, et donc un total de deux-cent vingt-trois points pour la trente-huitième place du classement général. Elle commence la saison 1999-2000 sur les mêmes bases avec notamment une onzième place lors du premier super G de la saison à Lake Louise. Mais lors de la première manche du slalom géant de Serre Chevalier elle chute et se blesse gravement au genou et doit mettre un terme à sa saison dès le début du mois de décembre,. Après un an d'absence elle reprend la compétition en tant que titulaire dans le groupe vitesse Autrichien pour des résultats oscillant entre la vingt-sixième et la cinquantième place, à l'exception d’une seizième place en super G à Garmisch-Partenkirchen. Elle court aussi sur le circuit européen avec notamment deux podiums : une victoire en super G aux Orres et une seconde place en descente à Lenzerheide. Ces résultats sont insuffisants pour maintenir sa place dans le groupe A autrichien, et elle retourne sur le circuit européen pour la saison 2001-2002 pour un bilan de quatre podiums (deux en super g et deux en descente) dont une victoire (en super G à Sella Nevea, les quatrièmes places des classements des deux spécialités et la sixième place du général. Elle entame la saison suivante en concourant essentiellement sur le circuit européen, mais se qualifie néanmoins pour les quatre premières descentes de la saison, avec des résultats qui vont en se dégradant (22e puis 29e à Lake Louise, 35e à Lenzerheide puis 39e à Cortina d'Ampezzo).
Pas de coupe du monde pour Karin Blaser en 2003-2004, qui se concentre donc sur la coupe d'Europe. Et elle réalise un départ canon où elle se focalise sur les épreuves de vitesse et remporte les cinq première descentes : Passo del Tonale (deux fois), Tignes (deux fois également) et Innerkrems. Elle signe également deux troisièmes places en super G dans une saison assez déséquilibrée en faveur des épreuves techniques : douze slaloms et onze slaloms géants pour sept descentes et six supers G. Sur la deuxième moitié de saison elle prend donc aussi part à des slaloms géants et quelques slaloms, mais n'a plus la polyvalence de sa jeunesse et n'en retire que peu de points (quatre-vingt quatorze en géant et aucun en slalom),,. Elle remporte bien sûr le classement de descente (cinq-cent soixante-sept points contre quatre-cent quinze pour sa dauphine et compatriote Astrid Vierthaler (de)) ; elle est quatrième de celui de super G (assez loin d'une autre compatriote, Kathrin Wilhelm (de) et ses quatre-cent quarante-cinq points), mais remporte surtout le classement général avec neuf-cent quarante points, soit trente-six points d'avance sur Kathrin Zettel, Autrichienne spécialiste des épreuves techniques qui est allée chercher des points sur les épreuves de vitesse comme Blaser est allée en chercher sur les épreuves techniques,. Ce titre lui offre un ticket nominatif pour la coupe du monde 2004-2005, et elle effectue la pré-saison avec l'équipe A autrichienne. Elle prend le départ de toutes les descentes de coupe du monde de Lake Louise (début décembre) à Cortina d'Ampezzo (mi-janvier) où elle réussit deux bons résultats (11e et 17e). Mais elle se blesse de nouveau et doit terminer sa saison prématurément. De retour en coupe du monde pour l'ouverture de la saison 2005-2006 et avec un nouveau top 10 à Lake Louise elle chute le 17 décembre lors de la descente de Val d'Isère et souffre d'une fracture par enfoncement au genou droit sans que les ligaments ne soient touchés,. Elle peut reprendre la compétition en février, mais se cantonne aux niveaux FIS et européen. De retour dans le groupe élite à l'aube de la saison 2006-2007 et après les deux descentes de début de saison de coupe du monde de Lake Louise (31e et 30e) elle chute lors d'un entraînement de super G à Zauchensee le 13 décembre et se blesse de nouveau gravement : déchirure du tendon d'Achille et fracture de la cheville droite. Opérée à Schladming elle ne peut reprendre la compétition et à la fin de la saison elle annonce finalement à vingt-huit ans la fin de sa carrière,
.
Après sa carrière de compétitrice, Karin Blaser reste dans le milieu des sports de montagne et devient monitrice et entraîneur de ski, notamment au sein des clubs de Krieglach et de Langenwan,,.

## Palmarès

### Coupe du monde
En neuf saisons de Coupe du monde de ski alpin Karin Blaser a pris cinquante-quatre départs, de décembre 1996 à Semmering à décembre 2006 à Lake Louise, la plupart en descente et super G,.
- Meilleur classement général : 38e en 1999 avec 223 points[14].
- Meilleur classement de descente : 23e en 1999 avec 91 points[14].
- Meilleur classement de super G : 17e en 1999 avec 132 points[14].
- Meilleur résultat sur une épreuve de Coupe du monde de descente : 10e en 2005 à Lake Louise[12].
- Meilleur résultat sur une épreuve de Coupe du monde de super G : 5e en 1999 à Sankt Anton am Arlberg[12].

#### Classements
| Saison / Épreuve | Saison / Épreuve | Général | Général | Descente | Descente | Super G | Super G |
| ---------------- | ---------------- | ------- | ------- | -------- | -------- | ------- | ------- |
| Saison / Épreuve | Saison / Épreuve | Class.  | Points  | Class.   | Points   | Class.  | Points  |
| 1999             | 1999             | 38e     | 223     | 23e      | 91       | 17e     | 132     |
| 2000             | 2000             | 95e     | 24      | -        | -        | 40e     | 24      |
| 2001             | 2001             | 95e     | 29      | 52e      | 2        | 34e     | 27      |
| 2003             | 2003             | 99e     | 11      | 39e      | 11       | -       | -       |
| 2005             | 2005             | 72e     | 45      | 28e      | 45       | -       | -       |
| 2006             | 2006             | 80e     | 41      | 35e      | 41       | -       | -       |
| 2007             | 2007             | 133e    | 1       |          | -        | 54e     | 1       |

### Coupe d'Europe
En dix saisons de Coupe d'Europe de ski alpin Karin Blaser a pris cent-cinquante-huit départs, de décembre 1995 à Semmering à mars 2006 à Altenmarkt im Pongau,.
- Meilleur classement général : Vainqueur en 2004 avec 940 points[6].
- Meilleur classement descente : Vainqueur en 2004 avec 567 points[6].
- Meilleur classement super G : 2e en 1999 avec 240 points[6].
- Meilleur classement slalom géant : 13e en 2002 avec 152 points[6].
- Meilleur classement slalom : 21e en 1998 avec 119 points[6].
- 21 podiums dont 9 victoires : 10 podiums dont 6 victoires en descente et 11 podiums dont 3 victoires en super G[36].

#### Classements
| Saison / Épreuve | Saison / Épreuve | Général | Général | Descente | Descente | Super G | Super G | Slalom Géant | Slalom Géant | Slalom | Slalom |
| ---------------- | ---------------- | ------- | ------- | -------- | -------- | ------- | ------- | ------------ | ------------ | ------ | ------ |
| Saison / Épreuve | Saison / Épreuve | Class.  | Points  | Class.   | Points   | Class.  | Points  | Class.       | Points       | Class. | Points |
| 1996             | 1996             | 92e     | 9       | -        | -        | -       | -       | -            | -            | 39e    | 9      |
| 1997             | 1997             | 47e     | 182     | -        | -        | 33e     | 43      | 29e          | 76           | 31e    | 63     |
| 1998             | 1998             | 2e      | 555     | 20e      | 86       | 3e      | 245     | 22e          | 105          | 21e    | 119    |
| 1999             | 1999             | 13e     | 365     | 13e      | 122      | 2e      | 240     | 86e          | 3            | -      | -      |
| 2001             | 2001             | 33e     | 278     | 14e      | 118      | 4e      | 160     | -            | -            | -      | -      |
| 2002             | 2002             | 6e      | 705     | 4e       | 271      | 4e      | 260     | 13e          | 152          | 63e    | 22     |
| 2003             | 2003             | 25e     | 281     | 10e      | 178      | 31e     | 44      | 33e          | 59           | -      | -      |
| 2004             | 2004             | 1re     | 940     | 1re      | 567      | 4e      | 279     | 30e          | 94           | -      | -      |
| 2005             | 2005             | 137e    | 31      | -        | -        | -       | -       | 56e          | 31           | -      | -      |
| 2006             | 2006             | 36e     | 270     | 43e      | 29       | 10e     | 151     | 31e          | 90           | -      | -      |

### Championnats du monde junior
En quatre participations, de 1996 à Schwytz à 1999 à Pra-Loup, Karin Blaser a concouru dans les quatre disciplines des Championnats du monde juniors de ski alpin pour trois podiums : vice-championne de super G et de descente en 1997 à Schladming, puis titrée en super G à Pra-Loup en 1999.
| Épreuve / Édition | Schwyz 1996 | Schladming 1997 | Megève, Chamonix et Saint-Gervais 1998 | Pra-Loup et Le Sauze 1999 |
| Descente          | 15e         | Argent          | 7e                                     | -                         |
| Super G           | 24e         | Argent          | 7e                                     | Or                        |
| Géant             | abandon     | 8e              | abandon                                | -                         |
| Slalom            | 8e          | abandon         | 16e                                    | -                         |